# Onosma echinatum
Onosma echinatum är en strävbladig växtart som beskrevs av René Louiche Desfontaines. Onosma echinatum ingår i släktet Onosma och familjen strävbladiga växter. Inga underarter finns listade i Catalogue of Life.